# Xenopus wittei
Xenopus wittei är en groddjursart som beskrevs av Tinsley, Kobel och Michaïl Fischberg 1979. Xenopus wittei ingår i släktet Xenopus och familjen pipagrodor. IUCN kategoriserar arten globalt som livskraftig. Inga underarter finns listade i Catalogue of Life.